# Tour de France 2011
98. edycja Tour de France odbyła się od 2 do 24 lipca 2011. Ten największy kolarski wyścig na świecie rozpoczął się na francuskiej drodze Passage du Gois łączącej wyspę Île de Noirmoutier z miejscowością Beauvoir-sur-Mer. Był to pierwszy start we Francji od 2008 roku. Dwadzieścia etapów kończyło się we Francji i jeden we Włoszech.
Podczas drugiego dnia przerwy w trakcie Tour de France 2010 testowi antydopingowemu został poddany późniejszy zwycięzca tamtego wyścigu Hiszpan Alberto Contador. Niespełna miesiąc później w próbce A stwierdzono występowanie zabronionego anaboliku Klenbuterolu. Pozytywny wynik dało również badanie próbki B. Ostatecznie decyzją Sportowego Sądu Arbitrażowego z dnia 6 lutego 2011 roku Alberto Contador został pozbawiony wszystkich tytułów zdobytych od momentu stwierdzenia stosowania zabronionych środków. Tym samym jego rezultaty podczas 98. edycji Tour de France zostały również anulowane. Ponadto została dokonana korekta miejsc w klasyfikacji generalnej, ale tylko do 20. pozycji. Reszta wyników nie uległa zmianie.

## Uczestnicy
Na starcie wyścigu stanęły 22 drużyny. Wśród nich znalazło się wszystkie osiemnaście ekip UCI ProTour oraz cztery inne zaproszone przez organizatorów. Każda z drużyn wystawiła po 9 kolarzy, dzięki czemu w całym wyścigu bierze udział 198 zawodników.
Wyścig wygrał po raz pierwszy australijski kolarz grupy BMC Racing Team Cadel Evans, wyprzedzając braci Andy'ego Schlecka i Fränka Schlecka z Leopard Trek.
W wyścigu brało udział trzech polskich kolarzy: z nr startowym 92. Maciej Bodnar (143. w końcowej klasyfikacji generalnej), z 96. Maciej Paterski (69. miejsce) i z 98. numerem na starcie Sylwester Szmyd – 42. na mecie (wszyscy z włoskiej grupy Liquigas-Cannondale).
Lista drużyn uczestniczących w wyścigu:
| Numery  | Kod | Drużyna               |
| ------- | --- | --------------------- |
| 1-9     | SBS | Saxo Bank SunGard     |
| 11-19   | LEO | Team Leopard Trek     |
| 21-29   | EUS | Euskaltel-Euskadi     |
| 31-39   | OLO | Omega Pharma-Lotto    |
| 41-49   | RAB | Rabobank Cycling Team |
| 51-59   | GRM | Team Garmin-Cervélo   |
| 61-69   | AST | Pro Team Astana       |
| 71-79   | RSH | Team RadioShack       |
| 81-89   | MOV | Movistar Team         |
| 91-99   | LIQ | Liquigas-Cannondale   |
| 101-109 | ALM | Ag2r-La Mondiale      |

| Numery  | Kod | Drużyna                     |
| ------- | --- | --------------------------- |
| 111-119 | SKY | Sky Procycling              |
| 121-129 | QST | Quick Step Cycling Team     |
| 131-139 | FDJ | FDJ                         |
| 141-149 | BMC | BMC Racing Team             |
| 151-159 | COF | Cofidis, le Credit en Ligne |
| 161-169 | LAM | Lampre-ISD                  |
| 171-179 | THR | HTC-Highroad                |
| 181-189 | EUC | Team Europcar               |
| 191-199 | KAT | Katusha Team                |
| 201-209 | VCD | Vacansoleil-DCM             |
| 211-219 | SAU | Saur-Sojasun                |

## Przebieg trasy
| Etap | Data     | Trasa                                       | Dystans       | Typ           | Typ                        | Zwycięzca            | Lider            |
| ---- | -------- | ------------------------------------------- | ------------- | ------------- | -------------------------- | -------------------- | ---------------- |
| 1    | 2 lipca  | Passage du Gois – Mont des Alouettes        | 191,5 km      |               | płaski                     | Philippe Gilbert     | Philippe Gilbert |
| 2    | 3 lipca  | Les Essarts – Les Essarts                   | 23 km         |               | jazda drużynowa na czas    | Team Garmin-Cervélo  | Thor Hushovd     |
| 3    | 4 lipca  | Olonne-sur-Mer – Redon                      | 198 km        |               | płaski                     | Tyler Farrar         | Thor Hushovd     |
| 4    | 5 lipca  | Lorient – Mûr-de-Bretagne                   | 172,5 km      |               | płaski                     | Cadel Evans          | Thor Hushovd     |
| 5    | 6 lipca  | Carhaix – Cap Fréhel                        | 164,5 km      |               | płaski                     | Mark Cavendish       | Thor Hushovd     |
| 6    | 7 lipca  | Dinan – Lisieux                             | 226,5 km      |               | płaski                     | Edvald Boasson Hagen | Thor Hushovd     |
| 7    | 8 lipca  | Le Mans – Châteauroux                       | 218 km        |               | płaski                     | Mark Cavendish       | Thor Hushovd     |
| 8    | 9 lipca  | Aigurande – Super-Besse Sancy               | 189 km        |               | pagórkowaty                | Rui Costa            | Thor Hushovd     |
| 9    | 10 lipca | Issoire – Saint-Flour                       | 208 km        |               | pagórkowaty                | Luis León Sánchez    | Thomas Voeckler  |
|      | 11 lipca | Dzień przerwy                               | Dzień przerwy | Dzień przerwy | Dzień przerwy              | Dzień przerwy        | Dzień przerwy    |
| 10   | 12 lipca | Aurillac – Carmaux                          | 158 km        |               | płaski                     | André Greipel        | Thomas Voeckler  |
| 11   | 13 lipca | Blaye-les-Mines – Lavaur                    | 167,5 km      |               | płaski                     | Mark Cavendish       | Thomas Voeckler  |
| 12   | 14 lipca | Cugnaux – Luz-Ardiden                       | 211 km        |               | górski                     | Samuel Sánchez       | Thomas Voeckler  |
| 13   | 15 lipca | Pau – Lourdes                               | 152,5 km      |               | górski                     | Thor Hushovd         | Thomas Voeckler  |
| 14   | 16 lipca | Saint-Gaudens – Plateau de Beille           | 168,5 km      |               | górski                     | Jelle Vanendert      | Thomas Voeckler  |
| 15   | 17 lipca | Limoux – Montpellier                        | 192,5 km      |               | płaski                     | Mark Cavendish       | Thomas Voeckler  |
|      | 18 lipca | Dzień przerwy                               | Dzień przerwy | Dzień przerwy | Dzień przerwy              | Dzień przerwy        | Dzień przerwy    |
| 16   | 19 lipca | Saint-Paul-Trois-Châteaux – Gap             | 162,5 km      |               | pagórkowaty                | Thor Hushovd         | Thomas Voeckler  |
| 17   | 20 lipca | Gap – Pinerolo                              | 179 km        |               | górski                     | Edvald Boasson Hagen | Thomas Voeckler  |
| 18   | 21 lipca | Pinerolo – Galibier Serre-Chevalier         | 200,5 km      |               | górski                     | Andy Schleck         | Thomas Voeckler  |
| 19   | 22 lipca | Modane – Valfréjus – L’Alpe d’Huez          | 109,5 km      |               | górski                     | Pierre Rolland       | Andy Schleck     |
| 20   | 23 lipca | Grenoble – Grenoble                         | 42,5 km       |               | jazda indywidualna na czas | Tony Martin          | Cadel Evans      |
| 21   | 24 lipca | Créteil – Paryż (Avenue des Champs-Élysées) | 95 km         |               | płaski                     | Mark Cavendish       | Cadel Evans      |

### Etap 1 - 02.07:  Passage du Gois >  Mont des Alouettes, 191,5 km
| #   | Zawodnik         | Zespół | Czas       |
| --- | ---------------- | ------ | ---------- |
| 1   | Philippe Gilbert | OLO    | 4h 41' 31" |
| 2   | Cadel Evans      | BMC    | + 3"       |
| 3   | Thor Hushovd     | GRM    | + 6"       |
|     |                  |        |            |
| 22  | Maciej Paterski  | LIQ    | + 6"       |
| 140 | Sylwester Szmyd  | LIQ    | + 2' 36"   |
| 151 | Maciej Bodnar    | LIQ    | + 3' 05"   |

| #   | Zawodnik         | Zespół | Czas       |
| --- | ---------------- | ------ | ---------- |
| 1   | Philippe Gilbert | OLO    | 4h 41' 31" |
| 2   | Cadel Evans      | BMC    | + 3"       |
| 3   | Thor Hushovd     | GRM    | + 6"       |
|     |                  |        |            |
| 22  | Maciej Paterski  | LIQ    | + 6"       |
| 156 | Sylwester Szmyd  | LIQ    | + 2' 36"   |
| 163 | Maciej Bodnar    | LIQ    | + 3' 05"   |

### Etap 2 - 03.07:  Les Essarts > Les Essarts, 23 km
| #  | Zespół              | Czas    |  |
| -- | ------------------- | ------- |  |
| 1  | Team Garmin-Cervélo | 24' 48" |  |
| 2  | BMC Racing Team     | + 4"    |  |
| 3  | Sky Procycling      | + 4"    |  |
|    |                     |         |  |
| 15 | Liquigas-Cannondale | + 57"   |  |

| #   | Zawodnik        | Zespół | Czas       |
| --- | --------------- | ------ | ---------- |
| 1   | Thor Hushovd    | GRM    | 5h 06' 25" |
| 2   | David Millar    | GRM    | + 0"       |
| 3   | Cadel Evans     | BMC    | + 1"       |
|     |                 |        |            |
| 46  | Maciej Paterski | LIQ    | + 57"      |
| 136 | Sylwester Szmyd | LIQ    | + 3' 27"   |
| 151 | Maciej Bodnar   | LIQ    | + 3' 56"   |

### Etap 3 - 04.07:  Olonne-sur-Mer > Redon, 198 km
| #   | Zawodnik           | Zespół | Czas       |
| --- | ------------------ | ------ | ---------- |
| 1   | Tyler Farrar       | GRM    | 4h 40' 21" |
| 2   | Romain Feillu      | VCD    | + 0"       |
| 3   | José Joaquín Rojas | MOV    | + 0"       |
|     |                    |        |            |
| 80  | Maciej Paterski    | LIQ    | + 0"       |
| 106 | Maciej Bodnar      | LIQ    | + 0"       |
| 167 | Sylwester Szmyd    | LIQ    | + 0"       |

| #   | Zawodnik        | Zespół | Czas       |
| --- | --------------- | ------ | ---------- |
| 1   | Thor Hushovd    | GRM    | 9h 46' 46" |
| 2   | David Millar    | GRM    | + 0"       |
| 3   | Cadel Evans     | BMC    | + 1"       |
|     |                 |        |            |
| 45  | Maciej Paterski | LIQ    | + 57"      |
| 128 | Sylwester Szmyd | LIQ    | + 3' 27"   |
| 142 | Maciej Bodnar   | LIQ    | + 3' 56"   |

### Etap 4 - 05.07:  Lorient > Mûr-de-Bretagne, 172,5 km
| #   | Zawodnik            | Zespół | Czas       |
| --- | ------------------- | ------ | ---------- |
| 1   | Cadel Evans         | BMC    | 4h 11' 39" |
| DSQ | Alberto Contador    | SBS    | + 0"       |
| 3   | Aleksandr Winokurow | AST    | + 0"       |
|     |                     |        |            |
| 84  | Maciej Paterski     | LIQ    | + 1' 07"   |
| 104 | Sylwester Szmyd     | LIQ    | + 2' 06"   |
| 144 | Maciej Bodnar       | LIQ    | + 4' 17"   |

| #   | Zawodnik        | Zespół | Czas        |
| --- | --------------- | ------ | ----------- |
| 1   | Thor Hushovd    | GRM    | 13h 58' 25" |
| 2   | Cadel Evans     | BMC    | + 1"        |
| 3   | Fränk Schleck   | LEO    | + 4"        |
|     |                 |        |             |
| 48  | Maciej Paterski | LIQ    | + 2' 04"    |
| 109 | Sylwester Szmyd | LIQ    | + 5' 33"    |
| 140 | Maciej Bodnar   | LIQ    | + 8' 13"    |

### Etap 5 - 06.07:  Carhaix > Cap Fréhel, 164,5 km
| #   | Zawodnik           | Zespół | Czas       |
| --- | ------------------ | ------ | ---------- |
| 1   | Mark Cavendish     | THR    | 3h 38' 32" |
| 2   | Philippe Gilbert   | OLO    | + 0"       |
| 3   | José Joaquín Rojas | MOV    | + 0"       |
|     |                    |        |            |
| 118 | Maciej Paterski    | LIQ    | + 33"      |
| 125 | Maciej Bodnar      | LIQ    | + 36"      |
| 138 | Sylwester Szmyd    | LIQ    | + 1' 45"   |

| #   | Zawodnik        | Zespół | Czas        |
| --- | --------------- | ------ | ----------- |
| 1   | Thor Hushovd    | GRM    | 17h 36' 57" |
| 2   | Cadel Evans     | BMC    | + 1"        |
| 3   | Fränk Schleck   | LEO    | + 4"        |
|     |                 |        |             |
| 55  | Maciej Paterski | LIQ    | + 2' 36"    |
| 108 | Sylwester Szmyd | LIQ    | + 7' 18"    |
| 121 | Maciej Bodnar   | LIQ    | + 8' 49"    |

### Etap 6 - 07.07:  Dinan > Lisieux, 226,5 km
| #   | Zawodnik             | Zespół | Czas       |
| --- | -------------------- | ------ | ---------- |
| 1   | Edvald Boasson Hagen | SKY    | 5h 13' 37" |
| 2   | Matthew Goss         | THR    | + 0"       |
| 3   | Thor Hushovd         | GRM    | + 0"       |
|     |                      |        |            |
| 105 | Maciej Paterski      | LIQ    | + 1' 44"   |
| 130 | Maciej Bodnar        | LIQ    | + 2' 23"   |
| 183 | Sylwester Szmyd      | LIQ    | + 12' 26"  |

| #   | Zawodnik        | Zespół | Czas        |
| --- | --------------- | ------ | ----------- |
| 1   | Thor Hushovd    | GRM    | 22h 50' 34" |
| 2   | Cadel Evans     | BMC    | + 1"        |
| 3   | Fränk Schleck   | LEO    | + 4"        |
|     |                 |        |             |
| 69  | Maciej Paterski | LIQ    | + 4' 20"    |
| 123 | Maciej Bodnar   | LIQ    | + 11' 12"   |
| 168 | Sylwester Szmyd | LIQ    | + 19' 44"   |

### Etap 7 - 08.07:  Le Mans > Châteauroux, 218 km
| #   | Zawodnik            | Zespół | Czas       |
| --- | ------------------- | ------ | ---------- |
| 1   | Mark Cavendish      | THR    | 5h 38' 53" |
| 2   | Alessandro Petacchi | LAM    | + 0"       |
| 3   | André Greipel       | OLO    | + 0"       |
|     |                     |        |            |
| 67  | Maciej Paterski     | LIQ    | + 0"       |
| 72  | Sylwester Szmyd     | LIQ    | + 0"       |
| 132 | Maciej Bodnar       | LIQ    | + 3' 06"   |

| #   | Zawodnik        | Zespół | Czas        |
| --- | --------------- | ------ | ----------- |
| 1   | Thor Hushovd    | GRM    | 28h 29' 27" |
| 2   | Cadel Evans     | BMC    | + 1"        |
| 3   | Fränk Schleck   | LEO    | + 4"        |
|     |                 |        |             |
| 46  | Maciej Paterski | LIQ    | + 4' 20"    |
| 129 | Maciej Bodnar   | LIQ    | + 14' 18"   |
| 159 | Sylwester Szmyd | LIQ    | + 19' 44"   |

### Etap 8 - 09.07:  Aigurande > Super-Besse Sancy, 189 km
| #   | Zawodnik         | Zespół | Czas       |
| --- | ---------------- | ------ | ---------- |
| 1   | Rui Costa        | MOV    | 4h 36' 46" |
| 2   | Philippe Gilbert | OLO    | + 12"      |
| 3   | Cadel Evans      | BMC    | + 15"      |
|     |                  |        |            |
| 63  | Sylwester Szmyd  | LIQ    | + 1' 49"   |
| 80  | Maciej Paterski  | LIQ    | + 3' 49"   |
| 133 | Maciej Bodnar    | LIQ    | + 19' 59"  |

| #   | Zawodnik        | Zespół | Czas        |
| --- | --------------- | ------ | ----------- |
| 1   | Thor Hushovd    | GRM    | 33h 06' 28" |
| 2   | Cadel Evans     | BMC    | + 1"        |
| 3   | Fränk Schleck   | LEO    | + 4"        |
|     |                 |        |             |
| 53  | Maciej Paterski | LIQ    | + 7' 54"    |
| 93  | Sylwester Szmyd | LIQ    | + 21' 18"   |
| 150 | Maciej Bodnar   | LIQ    | + 34' 02"   |

### Etap 9 - 10.07:  Issoire > Saint-Flour, 208 km
| #   | Zawodnik          | Zespół | Czas       |
| --- | ----------------- | ------ | ---------- |
| 1   | Luis León Sánchez | RAB    | 5h 27' 09" |
| 2   | Thomas Voeckler   | EUC    | + 5"       |
| 3   | Sandy Casar       | FDJ    | + 13"      |
|     |                   |        |            |
| 56  | Maciej Paterski   | LIQ    | + 5' 50"   |
| 78  | Sylwester Szmyd   | LIQ    | + 6' 31"   |
| 130 | Maciej Bodnar     | LIQ    | + 16' 38"  |

| #   | Zawodnik          | Zespół | Czas        |
| --- | ----------------- | ------ | ----------- |
| 1   | Thomas Voeckler   | EUC    | 38h 35' 11" |
| 2   | Luis León Sánchez | RAB    | + 1' 49"    |
| 3   | Cadel Evans       | BMC    | + 2' 26"    |
|     |                   |        |             |
| 48  | Maciej Paterski   | LIQ    | + 12' 10"   |
| 83  | Sylwester Szmyd   | LIQ    | + 26' 15"   |
| 142 | Maciej Bodnar     | LIQ    | + 49' 06"   |

### Etap 10 - 12.07:  Aurillac > Carmaux, 158 km
| #   | Zawodnik           | Zespół | Czas       |
| --- | ------------------ | ------ | ---------- |
| 1   | André Greipel      | OLO    | 3h 31' 21" |
| 2   | Mark Cavendish     | THR    | + 0"       |
| 3   | José Joaquín Rojas | MOV    | + 0"       |
|     |                    |        |            |
| 41  | Maciej Paterski    | LIQ    | + 0"       |
| 101 | Sylwester Szmyd    | LIQ    | + 5' 33"   |
| 135 | Maciej Bodnar      | LIQ    | + 5' 59"   |

| #   | Zawodnik          | Zespół | Czas        |
| --- | ----------------- | ------ | ----------- |
| 1   | Thomas Voeckler   | EUC    | 42h 06' 32" |
| 2   | Luis León Sánchez | RAB    | + 1' 49"    |
| 3   | Cadel Evans       | BMC    | + 2' 26"    |
|     |                   |        |             |
| 44  | Maciej Paterski   | LIQ    | + 12' 10"   |
| 87  | Sylwester Szmyd   | LIQ    | + 31' 48"   |
| 143 | Maciej Bodnar     | LIQ    | + 55' 05"   |

### Etap 11 - 13.07:  Blaye-les-Mines > Lavaur, 167,5 km
| #   | Zawodnik        | Zespół | Czas       |
| --- | --------------- | ------ | ---------- |
| 1   | Mark Cavendish  | THR    | 3h 46' 07" |
| 2   | André Greipel   | OLO    | + 0"       |
| 3   | Tyler Farrar    | GRM    | + 0"       |
|     |                 |        |            |
| 73  | Maciej Paterski | LIQ    | + 0"       |
| 120 | Sylwester Szmyd | LIQ    | + 0"       |
| 149 | Maciej Bodnar   | LIQ    | + 5' 43"   |

| #   | Zawodnik          | Zespół | Czas         |
| --- | ----------------- | ------ | ------------ |
| 1   | Thomas Voeckler   | EUC    | 45h 52' 39"  |
| 2   | Luis León Sánchez | RAB    | + 1' 49"     |
| 3   | Cadel Evans       | BMC    | + 2' 26"     |
|     |                   |        |              |
| 44  | Maciej Paterski   | LIQ    | + 12' 10"    |
| 85  | Sylwester Szmyd   | LIQ    | + 31' 48"    |
| 148 | Maciej Bodnar     | LIQ    | + 1h 00' 48" |

### Etap 12 - 14.07:  Cugnaux > Luz-Ardiden, 211 km
| #   | Zawodnik        | Zespół | Czas       |
| --- | --------------- | ------ | ---------- |
| 1   | Samuel Sánchez  | EUS    | 6h 01' 15" |
| 2   | Jelle Vanendert | OLO    | + 7"       |
| 3   | Fränk Schleck   | LEO    | + 10"      |
|     |                 |        |            |
| 37  | Sylwester Szmyd | LIQ    | + 5' 20"   |
| 123 | Maciej Bodnar   | LIQ    | + 33' 05"  |
| 127 | Maciej Paterski | LIQ    | + 33' 05"  |

| #   | Zawodnik        | Zespół | Czas         |
| --- | --------------- | ------ | ------------ |
| 1   | Thomas Voeckler | EUC    | 51h 54' 44"  |
| 2   | Fränk Schleck   | LEO    | + 1' 49"     |
| 3   | Cadel Evans     | BMC    | + 2' 06"     |
|     |                 |        |              |
| 56  | Sylwester Szmyd | LIQ    | + 36' 18"    |
| 67  | Maciej Paterski | LIQ    | + 44' 25"    |
| 152 | Maciej Bodnar   | LIQ    | + 1h 33' 03" |

### Etap 13 - 15.07:  Pau > Lourdes, 152,5 km
| #   | Zawodnik        | Zespół | Czas       |
| --- | --------------- | ------ | ---------- |
| 1   | Thor Hushovd    | GRM    | 3h 47' 36" |
| 2   | David Moncoutié | COF    | + 10"      |
| 3   | Jérémy Roy      | FDJ    | + 26"      |
|     |                 |        |            |
| 36  | Maciej Paterski | LIQ    | + 7' 37"   |
| 93  | Sylwester Szmyd | LIQ    | + 7' 52"   |
| 126 | Maciej Bodnar   | LIQ    | + 22' 08"  |

| #   | Zawodnik        | Zespół | Czas         |
| --- | --------------- | ------ | ------------ |
| 1   | Thomas Voeckler | EUC    | 55h 49' 57"  |
| 2   | Fränk Schleck   | LEO    | + 1' 49"     |
| 3   | Cadel Evans     | BMC    | + 2' 06"     |
|     |                 |        |              |
| 55  | Sylwester Szmyd | LIQ    | + 36' 33"    |
| 64  | Maciej Paterski | LIQ    | + 44' 25"    |
| 155 | Maciej Bodnar   | LIQ    | + 1h 47' 34" |

### Etap 14 - 16.07:  Saint-Gaudens > Plateau de Beille, 168,5 km
| #   | Zawodnik        | Zespół | Czas       |
| --- | --------------- | ------ | ---------- |
| 1   | Jelle Vanendert | OLO    | 5h 13' 25" |
| 2   | Samuel Sánchez  | EUS    | + 21"      |
| 3   | Andy Schleck    | LEO    | + 46"      |
|     |                 |        |            |
| 67  | Sylwester Szmyd | LIQ    | + 14' 59"  |
| 110 | Maciej Bodnar   | LIQ    | + 24' 34"  |
| 148 | Maciej Paterski | LIQ    | + 26' 45"  |

| #   | Zawodnik        | Zespół | Czas         |
| --- | --------------- | ------ | ------------ |
| 1   | Thomas Voeckler | EUC    | 61h 04' 10"  |
| 2   | Fränk Schleck   | LEO    | + 1' 49"     |
| 3   | Cadel Evans     | BMC    | + 2' 06"     |
|     |                 |        |              |
| 56  | Sylwester Szmyd | LIQ    | + 50' 44"    |
| 71  | Maciej Paterski | LIQ    | + 1h 10' 22" |
| 155 | Maciej Bodnar   | LIQ    | + 2h 11' 20" |

### Etap 15 - 17.07:  Limoux > Montpellier, 192,5 km
| #   | Zawodnik            | Zespół | Czas       |
| --- | ------------------- | ------ | ---------- |
| 1   | Mark Cavendish      | THR    | 4h 20' 24" |
| 2   | Tyler Farrar        | GRM    | + 0"       |
| 3   | Alessandro Petacchi | LAM    | + 0"       |
|     |                     |        |            |
| 46  | Maciej Bodnar       | LIQ    | + 0"       |
| 66  | Maciej Paterski     | LIQ    | + 0"       |
| 152 | Sylwester Szmyd     | LIQ    | + 3' 16"   |

| #   | Zawodnik        | Zespół | Czas         |
| --- | --------------- | ------ | ------------ |
| 1   | Thomas Voeckler | EUC    | 65h 24' 34"  |
| 2   | Fränk Schleck   | LEO    | + 1' 49"     |
| 3   | Cadel Evans     | BMC    | + 2' 06"     |
|     |                 |        |              |
| 56  | Sylwester Szmyd | LIQ    | + 54' 00"    |
| 70  | Maciej Paterski | LIQ    | + 1h 10' 22" |
| 154 | Maciej Bodnar   | LIQ    | + 2h 11' 20" |

### Etap 16 - 19.07:  Saint-Paul-Trois-Châteaux > Gap, 162,5 km
| #   | Zawodnik             | Zespół | Czas       |
| --- | -------------------- | ------ | ---------- |
| 1   | Thor Hushovd         | GRM    | 3h 31' 38" |
| 2   | Edvald Boasson Hagen | SKY    | + 0"       |
| 3   | Ryder Hesjedal       | GRM    | + 2"       |
|     |                      |        |            |
| 59  | Maciej Paterski      | LIQ    | + 7' 26"   |
| 60  | Sylwester Szmyd      | LIQ    | + 7' 26"   |
| 138 | Maciej Bodnar        | LIQ    | + 15' 06"  |

| #   | Zawodnik        | Zespół | Czas         |
| --- | --------------- | ------ | ------------ |
| 1   | Thomas Voeckler | EUC    | 69h 00' 56"  |
| 2   | Cadel Evans     | BMC    | + 1' 45"     |
| 3   | Fränk Schleck   | LEO    | + 1' 49"     |
|     |                 |        |              |
| 56  | Sylwester Szmyd | LIQ    | + 56' 42"    |
| 67  | Maciej Paterski | LIQ    | + 1h 13' 04" |
| 155 | Maciej Bodnar   | LIQ    | + 2h 21' 42" |

### Etap 17 - 20.07:  Gap > Pinerolo, 179 km
| #  | Zawodnik             | Zespół | Czas       |
| -- | -------------------- | ------ | ---------- |
| 1  | Edvald Boasson Hagen | SKY    | 4h 18' 00" |
| 2  | Bauke Mollema        | RAB    | + 40"      |
| 3  | Sandy Casar          | FDJ    | + 50"      |
|    |                      |        |            |
| 7  | Maciej Paterski      | LIQ    | + 1' 10"   |
| 57 | Sylwester Szmyd      | LIQ    | + 10' 42"  |
| 96 | Maciej Bodnar        | LIQ    | + 14' 15"  |

| #   | Zawodnik        | Zespół | Czas         |
| --- | --------------- | ------ | ------------ |
| 1   | Thomas Voeckler | EUC    | 73h 23' 49"  |
| 2   | Cadel Evans     | BMC    | + 1' 18"     |
| 3   | Fränk Schleck   | LEO    | + 1' 22"     |
|     |                 |        |              |
| 57  | Sylwester Szmyd | LIQ    | + 1h 02' 31" |
| 61  | Maciej Paterski | LIQ    | + 1h 09' 21" |
| 154 | Maciej Bodnar   | LIQ    | + 2h 31' 04" |

### Etap 18 - 21.07:  Pinerolo > Galibier Serre-Chevalier, 200,5 km
| #   | Zawodnik        | Zespół | Czas       |
| --- | --------------- | ------ | ---------- |
| 1   | Andy Schleck    | LEO    | 6h 07' 56" |
| 2   | Fränk Schleck   | LEO    | + 2' 07"   |
| 3   | Cadel Evans     | BMC    | + 2' 15"   |
|     |                 |        |            |
| 33  | Sylwester Szmyd | LIQ    | + 12' 21"  |
| 127 | Maciej Paterski | LIQ    | + 35' 40"  |
| 159 | Maciej Bodnar   | LIQ    | + 35' 40"  |

| #   | Zawodnik        | Zespół | Czas         |
| --- | --------------- | ------ | ------------ |
| 1   | Thomas Voeckler | EUC    | 79h 34' 06"  |
| 2   | Andy Schleck    | LEO    | + 15"        |
| 3   | Fränk Schleck   | LEO    | + 1' 08"     |
|     |                 |        |              |
| 47  | Sylwester Szmyd | LIQ    | + 1h 12' 31" |
| 68  | Maciej Paterski | LIQ    | + 1h 42' 40" |
| 153 | Maciej Bodnar   | LIQ    | + 3h 04' 23" |

### Etap 19 - 22.07:  Modane – Valfréjus > L’Alpe d’Huez, 109,5 km
| #   | Zawodnik         | Zespół | Czas       |
| --- | ---------------- | ------ | ---------- |
| 1   | Pierre Rolland   | EUC    | 3h 13' 25" |
| 2   | Samuel Sánchez   | EUS    | + 14"      |
| DSQ | Alberto Contador | SBS    | + 23"      |
|     |                  |        |            |
| 41  | Sylwester Szmyd  | LIQ    | + 9' 47"   |
| 75  | Maciej Bodnar    | LIQ    | + 17' 40"  |
| 76  | Maciej Paterski  | LIQ    | + 17' 40"  |

| #   | Zawodnik        | Zespół | Czas         |
| --- | --------------- | ------ | ------------ |
| 1   | Andy Schleck    | LEO    | 82h 48' 43"  |
| 2   | Fränk Schleck   | LEO    | + 53"        |
| 3   | Cadel Evans     | BMC    | + 57"        |
|     |                 |        |              |
| 42  | Sylwester Szmyd | LIQ    | + 1h 21' 06" |
| 69  | Maciej Paterski | LIQ    | + 1h 59' 08" |
| 144 | Maciej Bodnar   | LIQ    | + 3h 20' 51" |

### Etap 20 - 23.07:  Grenoble > Grenoble, 42,5 km
| #   | Zawodnik         | Zespół | Czas     |
| --- | ---------------- | ------ | -------- |
| 1   | Tony Martin      | THR    | 55' 33"  |
| 2   | Cadel Evans      | BMC    | + 07"    |
| DSQ | Alberto Contador | SBS    | + 1' 06" |
|     |                  |        |          |
| 33  | Maciej Bodnar    | LIQ    | + 3' 43" |
| 77  | Sylwester Szmyd  | LIQ    | + 5' 35" |
| 86  | Maciej Paterski  | LIQ    | + 5' 52" |

| #   | Zawodnik        | Zespół | Czas         |
| --- | --------------- | ------ | ------------ |
| 1   | Cadel Evans     | BMC    | 83h 45' 20"  |
| 2   | Andy Schleck    | LEO    | + 1' 34"     |
| 3   | Fränk Schleck   | LEO    | + 2' 30"     |
|     |                 |        |              |
| 42  | Sylwester Szmyd | LIQ    | + 1h 25' 37" |
| 69  | Maciej Paterski | LIQ    | + 2h 03' 56" |
| 143 | Maciej Bodnar   | LIQ    | + 3h 23' 30" |

### Etap 21 - 24.07:  Créteil > Paris Champs-Élysées, 95 km
| #   | Zawodnik             | Zespół | Czas       |
| --- | -------------------- | ------ | ---------- |
| 1   | Mark Cavendish       | THR    | 2h 27' 02" |
| 2   | Edvald Boasson Hagen | SKY    | + 0"       |
| 3   | André Greipel        | OLO    | + 0"       |
|     |                      |        |            |
| 32  | Maciej Paterski      | LIQ    | + 0"       |
| 81  | Maciej Bodnar        | LIQ    | + 0"       |
| 130 | Sylwester Szmyd      | LIQ    | + 0"       |

| #   | Zawodnik        | Zespół | Czas         |
| --- | --------------- | ------ | ------------ |
| 1   | Cadel Evans     | BMC    | 86h 12' 22"  |
| 2   | Andy Schleck    | LEO    | + 1' 34"     |
| 3   | Fränk Schleck   | LEO    | + 2' 30"     |
|     |                 |        |              |
| 42  | Sylwester Szmyd | LIQ    | + 1h 25' 37" |
| 69  | Maciej Paterski | LIQ    | + 2h 03' 56" |
| 143 | Maciej Bodnar   | LIQ    | + 3h 23' 30" |

## Liderzy klasyfikacji po etapach
| Etap                 | Zwycięzca            | Klasyfikacja generalna | Klasyfikacja punktowa | Klasyfikacja górska | Klasyfikacja młodzieżowa | Klasyfikacja drużynowa | Klasyfikacja najaktywniejszych        |
| -------------------- | -------------------- | ---------------------- | --------------------- | ------------------- | ------------------------ | ---------------------- | ------------------------------------- |
| 1                    | Philippe Gilbert     | Philippe Gilbert       | Philippe Gilbert      | Philippe Gilbert    | Geraint Thomas           | Omega Pharma-Lotto     | Perrig Quemeneur                      |
| 2                    | Team Garmin-Cervélo  | Thor Hushovd           | Philippe Gilbert      | Philippe Gilbert    | Geraint Thomas           | Team Garmin-Cervélo    | –                                     |
| 3                    | Tyler Farrar         | Thor Hushovd           | José Joaquín Rojas    | Philippe Gilbert    | Geraint Thomas           | Team Garmin-Cervélo    | Mickaël Delage                        |
| 4                    | Cadel Evans          | Thor Hushovd           | José Joaquín Rojas    | Cadel Evans         | Geraint Thomas           | Team Garmin-Cervélo    | Jérémy Roy                            |
| 5                    | Mark Cavendish       | Thor Hushovd           | Philippe Gilbert      | Cadel Evans         | Geraint Thomas           | Team Garmin-Cervélo    | José Iván Gutiérrez                   |
| 6                    | Edvald Boasson Hagen | Thor Hushovd           | Philippe Gilbert      | Johnny Hoogerland   | Geraint Thomas           | Team Garmin-Cervélo    | Adriano Malori                        |
| 7                    | Mark Cavendish       | Thor Hushovd           | José Joaquín Rojas    | Johnny Hoogerland   | Robert Gesink            | Team Garmin-Cervélo    | Yannick Talabardon                    |
| 8                    | Rui Costa            | Thor Hushovd           | Philippe Gilbert      | Tejay van Garderen  | Robert Gesink            | Team Garmin-Cervélo    | Tejay van Garderen                    |
| 9                    | Luis León Sánchez    | Thomas Voeckler        | Philippe Gilbert      | Johnny Hoogerland   | Robert Gesink            | Team Europcar          | Johnny Hoogerland Juan Antonio Flecha |
| 10                   | André Greipel        | Thomas Voeckler        | Philippe Gilbert      | Johnny Hoogerland   | Robert Gesink            | Team Europcar          | Marco Marcato                         |
| 11                   | Mark Cavendish       | Thomas Voeckler        | Mark Cavendish        | Johnny Hoogerland   | Robert Gesink            | Team Europcar          | Mickaël Delage                        |
| 12                   | Samuel Sánchez       | Thomas Voeckler        | Mark Cavendish        | Samuel Sánchez      | Arnold Jeannesson        | Team Leopard Trek      | Geraint Thomas                        |
| 13                   | Thor Hushovd         | Thomas Voeckler        | Mark Cavendish        | Jérémy Roy          | Arnold Jeannesson        | Team Garmin-Cervélo    | Jérémy Roy                            |
| 14                   | Jelle Vanendert      | Thomas Voeckler        | Mark Cavendish        | Jelle Vanendert     | Rigoberto Urán           | Team Leopard Trek      | Sandy Casar                           |
| 15                   | Mark Cavendish       | Thomas Voeckler        | Mark Cavendish        | Jelle Vanendert     | Rigoberto Urán           | Team Leopard Trek      | Niki Terpstra                         |
| 16                   | Thor Hushovd         | Thomas Voeckler        | Mark Cavendish        | Jelle Vanendert     | Rigoberto Urán           | Team Garmin-Cervélo    | Michaił Ignatjew                      |
| 17                   | Edvald Boasson Hagen | Thomas Voeckler        | Mark Cavendish        | Jelle Vanendert     | Rigoberto Urán           | Team Garmin-Cervélo    | Rubén Pérez                           |
| 18                   | Andy Schleck         | Thomas Voeckler        | Mark Cavendish        | Jelle Vanendert     | Rein Taaramäe            | Team Garmin-Cervélo    | Andy Schleck                          |
| 19                   | Pierre Rolland       | Andy Schleck           | Mark Cavendish        | Samuel Sánchez      | Pierre Rolland           | Team Garmin-Cervélo    | Alberto Contador                      |
| 20                   | Tony Martin          | Cadel Evans            | Mark Cavendish        | Samuel Sánchez      | Pierre Rolland           | Team Garmin-Cervélo    | –                                     |
| 21                   | Mark Cavendish       | Cadel Evans            | Mark Cavendish        | Samuel Sánchez      | Pierre Rolland           | Team Garmin-Cervélo    | –                                     |
| Klasyfikacja końcowa | Klasyfikacja końcowa | Cadel Evans            | Mark Cavendish        | Samuel Sánchez      | Pierre Rolland           | Team Garmin-Cervélo    | Jérémy Roy                            |

## Klasyfikacje końcowe

### Klasyfikacja generalna
|     | Zawodnik               | Drużyna                     | Czas         |
| --- | ---------------------- | --------------------------- | ------------ |
| 1   | Cadel Evans            | BMC Racing Team             | 86h 12′ 22"  |
| 2   | Andy Schleck           | Leopard Trek                | + 1' 34"     |
| 3   | Fränk Schleck          | Leopard Trek                | + 2' 30"     |
| 4   | Thomas Voeckler        | Team Europcar               | + 3′ 20"     |
| DSQ | Alberto Contador       | Saxo Bank-SunGard           | + 3′ 57"     |
| 5   | Samuel Sánchez         | Euskaltel-Euskadi           | + 4′ 55"     |
| 6   | Damiano Cunego         | Lampre-ISD                  | + 6′ 05"     |
| 7   | Ivan Basso             | Liquigas-Cannondale         | + 7′ 23"     |
| 8   | Tom Danielson          | Garmin-Cervélo              | + 8′ 15"     |
| 9   | Jean-Christophe Péraud | Ag2r-La Mondiale            | + 10′ 11"    |
| 10  | Pierre Rolland         | Team Europcar               | + 10′ 43"    |
| 11  | Rein Taaramäe          | Cofidis, le crédit en ligne | + 11′ 29"    |
| 12  | Kevin De Weert         | Quick Step Cycling Team     | + 16′ 29"    |
| 13  | Jérôme Coppel          | Saur-Sojasun                | + 18′ 36"    |
| 14  | Arnold Jeannesson      | FDJ                         | + 21′ 20"    |
| 15  | Haimar Zubeldia        | Team RadioShack             | + 26′ 23"    |
| 16  | Christian Vande Velde  | Garmin-Cervélo              | + 27′ 12"    |
| 17  | Ryder Hesjedal         | Garmin-Cervélo              | + 27′ 14"    |
| 18  | Peter Velits           | HTC-Highroad                | + 28′ 54"    |
| 19  | Jelle Vanendert        | Omega Pharma-Lotto          | + 32' 41"    |
| 20  | Rob Ruijgh             | Vacansoleil-DCM             | + 33′ 04"    |
| 22  | Hubert Dupont          | Ag2r-La Mondiale            | + 36′ 54"    |
| 23  | Vladimir Gusev         | Team Katusha                | + 42′ 26"    |
| 24  | Rigoberto Urán         | Sky ProCycling              | + 42′ 48"    |
| 25  | Gorka Verdugo          | Euskaltel-Euskadi           | + 43′ 06"    |
|     |                        |                             |              |
| 42  | Sylwester Szmyd        | Liquigas-Cannondale         | + 1h 25' 37" |
| 69  | Maciej Paterski        | Liquigas-Cannondale         | + 2h 03' 56" |
| 143 | Maciej Bodnar          | Liquigas-Cannondale         | + 3h 23' 30" |

|     | Zawodnik             | Drużyna             | Punkty |
| --- | -------------------- | ------------------- | ------ |
| 1   | Mark Cavendish       | HTC-Highroad        | 334    |
| 2   | José Joaquín Rojas   | Movistar Team       | 272    |
| 3   | Philippe Gilbert     | Omega Pharma-Lotto  | 236    |
| 4   | Cadel Evans          | BMC Racing Team     | 208    |
| 5   | Thor Hushovd         | Garmin-Cervélo      | 195    |
| 6   | Edvald Boasson Hagen | Sky ProCycling      | 192    |
| 7   | André Greipel        | Omega Pharma-Lotto  | 160    |
| 8   | Tyler Farrar         | Garmin-Cervélo      | 127    |
| 9   | Samuel Sánchez       | Euskaltel-Euskadi   | 105    |
| DSQ | Alberto Contador     | Saxo Bank-SunGard   | 105    |
|     |                      |                     |        |
| 86  | Maciej Paterski      | Liquigas-Cannondale | -3     |
| 112 | Maciej Bodnar        | Liquigas-Cannondale | -17    |

|     | Zawodnik          | Drużyna            | Punkty |
| --- | ----------------- | ------------------ | ------ |
| 1   | Samuel Sánchez    | Euskaltel-Euskadi  | 108    |
| 2   | Andy Schleck      | Leopard Trek       | 98     |
| 3   | Jelle Vanendert   | Omega Pharma-Lotto | 74     |
| 4   | Cadel Evans       | BMC Racing Team    | 58     |
| 5   | Fränk Schleck     | Leopard Trek       | 56     |
| DSQ | Alberto Contador  | Saxo Bank-SunGard  | 51     |
| 7   | Jérémy Roy        | FDJ                | 45     |
| 8   | Pierre Rolland    | Team Europcar      | 44     |
| 9   | Maxim Iglinskiy   | Astana             | 40     |
| 10  | Johnny Hoogerland | Vacansoleil-DCM    | 40     |

|    | Zawodnik          | Drużyna                     | Czas         |
| -- | ----------------- | --------------------------- | ------------ |
| 1  | Pierre Rolland    | Team Europcar               | 85h 23′ 05"  |
| 2  | Rein Taaramäe     | Cofidis, le crédit en ligne | + 46"        |
| 3  | Jérôme Coppel     | Saur-Sojasun                | + 7′ 53"     |
| 4  | Arnold Jeannesson | FDJ                         | + 10′ 37"    |
| 5  | Rob Ruijgh        | Vacansoleil-DCM             | + 22′ 21"    |
| 6  | Rigoberto Urán    | Sky ProCycling              | + 32′ 05"    |
| 7  | Geraint Thomas    | Sky ProCycling              | + 50′ 05"    |
| 8  | Robert Gesink     | Rabobank                    | + 54′ 26"    |
| 9  | Cyril Gautier     | Team Europcar               | + 1h 17′ 00" |
| 10 | Andriej Ziejc     | Astana                      | + 1h 21′ 05" |
|    |                   |                             |              |
| 15 | Maciej Paterski   | Liquigas-Cannondale         | + 1h 53' 13" |

|    | Drużyna                     | Czas         |
| -- | --------------------------- | ------------ |
| 1  | Garmin-Cervélo              | 258h 18′ 49" |
| 2  | Leopard Trek                | + 11′ 04"    |
| 3  | Ag2r-La Mondiale            | + 11′ 20"    |
| 4  | Team Europcar               | + 41′ 53"    |
| 5  | Euskaltel-Euskadi           | + 52′ 00"    |
| 6  | Sky ProCycling              | + 58′ 24"    |
| 7  | Team Katusha                | + 1h 09′ 39" |
| 8  | Saxo Bank-SunGard           | + 1h 16′ 12" |
| 9  | FDJ                         | + 1h 30′ 16" |
| 10 | Cofidis, le crédit en ligne | + 1h 47′ 29" |